# Agrotronika
Agromechatronika (mechatronika rolnicza, agrotronika) – zastosowanie systemów automatycznego sterowania pracą maszyn i urządzeń w rolnictwie.
Współczesne maszyny i pojazdy rolnicze korzystają z wielu rozwiązań mechatronicznych, które są stosowane już z powodzeniem w przemyśle motoryzacyjnym, lotniczym, aparaturze medycznej czy rehabilitacyjnej. Wymaga to nowego podejścia do ich eksploatacji, co oznacza konieczność dalszego kształcenia w zakresie nie tylko budowy i eksploatacji, ale także sensoryki, aktoryki czy telematyki. Mechatronika bowiem to integracja rozwiązań mechanicznych z elektroniką i informatyką. Jako inżynierskie połączenie i współdziałanie podstawowych nauk technicznych wydzieliła się w latach osiemdziesiątych XX wieku w celu wytworzenia wielofunkcyjnych obiektów technicznych pracujących autonomicznie.
Według prof. Janusza Hamana – specjalisty zakresu mechanizacji rolnictwa i budowy maszyn rolniczych „Przyszłość to mechatronika”. Jednym z pierwszych, którzy użyli terminu agromechatronika był prof. Rudolf Michałek. W 2004 r. w opublikował artykuł pt. Agroinżynieria czy agromechatronika. Natomiast oficjalnie określenie agrotronika zostało użyte w Dzienniku Ustaw RP.
Zgodnie z Rozporządzeniem Ministra Edukacji Narodowej zmianie uległy pozycje dotyczące kwalifikacji M.1 (Użytkowanie pojazdów, maszyn, urządzeń i narzędzi stosowanych w rolnictwie), M.2 (Obsługa techniczna oraz naprawa pojazdów, maszyn i urządzeń stosowanych w rolnictwie) oraz dodano pozycję M.46 (Eksploatacja systemów mechatronicznych w rolnictwie). Od 1 września 2016 r. uczniowie kształcenia zawodowego są już szkoleni w zmienionym zawodzie „Technik mechanizacji rolnictwa i agrotroniki 311515”. Nauczyciele szkolący w tym zawodzie powinni uzupełnić swoje wykształcenie z tego zakresu np. na studiach podyplomowych.
Studia podyplomowe związane z rolnictwem pozwalają także „młodym rolnikom” uzupełnić wykształcenie, a wszystkim zainteresowanym nabyć kwalifikacje rolnicze.

## Agrotronika na polskich uczelniach

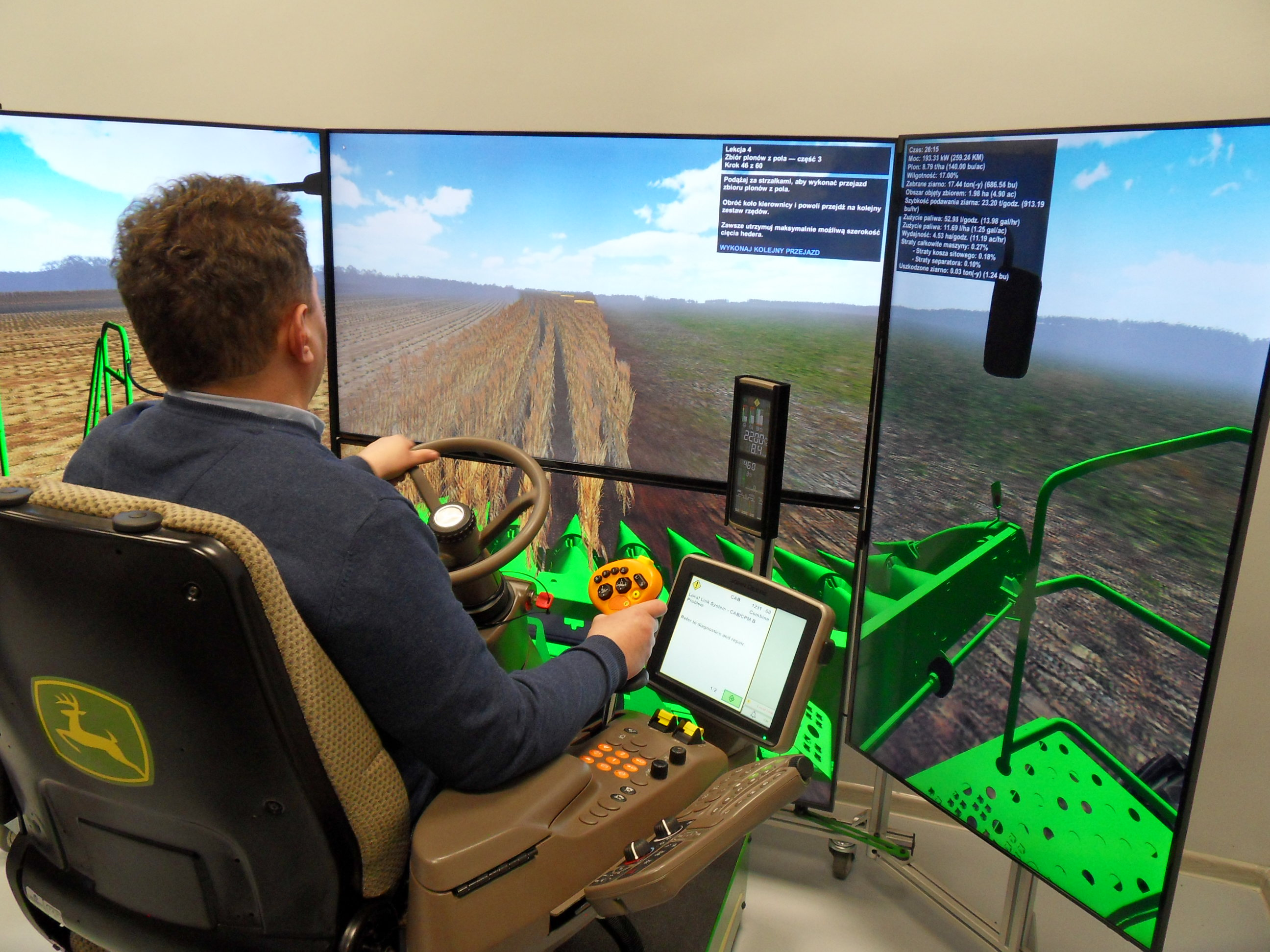
Ćwiczenia na symulatorze kombajnu

• Studia podyplomowe Agrotronika SP-A – Uniwersytet Przyrodniczy w Poznaniu, Wydział Rolnictwa i Bioinżynierii, Instytut Inżynierii Biosystemów
• Studia dzienne, inżynierskie  I stopnia Agrotronika – Politechnika Bydgoska, Wydział Rolnictwa i Biotechnologii